# Роберт Адамсон
Ро́берт ́Адамсон (нар. 26 квітня 1821, Сент-Ендрюс, Шотландія — 14 січня 1848, Сент-Ендрюс, Шотландія) — шотландський хімік і фотограф, який із Девідом Октавіусом Гіллом протягом чотирьох років, починаючи з 1843, зробив 2500 калотипів (в основному портретів).

## Біографія
Роберт Адамсон народився 26 квітня 1821 року, він був одним з 10 дітей у своїх батьків. Адамсон у юності був хворобливий і замкнений, в той же час мав здібності до науки та механіки. Він любив будувати моделі та інструменти і в юнацькому віці навчався на слюсаря протягом одного або двох років, але здоров'я не дозволяло йому продовжувати працювати в цій галузі. Його старший брат Роберт, доктор і професор Університету святого Ендрю, у 1841 році вивчив процес калотипії, винайдений В. Талботом, у свого колеги сера Девіда Брюстера і він навчив Девіда цьому процесу наступного року. Після цього брати розпочали інтенсивні експериментальні дослідження фотографії і на початку 1843 року Адамсон вирішив стати професійним фотографом і працювати у Единбурзі.
10 травня 1843 року Адамсон відкрив у Единбурзі свою фотостудію. І вже через кілька днів у місті відбулася подія через яку сталося знайомство Адамсона й Девіда Гілла. 18 травня 1843 року у Единбурзі розпочалися генеральні збори Церкви Шотландії, на яких була утворена Вільна церква Шотландії. На зборах був присутній Девід Гілл і він вирішив відтворити момент підписання Акту про відокремлення. Оскільки для написання групового портрету необхідно було зробити сотні портретних замальовок Брюстер аби полегшити роботу запропонував Гіллу скористатися фотографією і познайомив його з Адамсоном. Роберт Адамсон охоче взяв участь у цій роботі і швидко сфотографував лідерів церкви. Незабаром обидва партнери зрозуміли великий потенціал своєї співпраці. Наступною їхньою роботою стала серія фотографій рибалок з сусіднього рибальського селища Ньюхейвен. Потім були інші проєкти. Всі операції з камерою і друком фотографій виконував Адамсон, в той час як Гілл відповідав за художній зміст фотографій. Партнери відкрили фотостудію «Гілл і Адамсон».
Передчасна смерть Адамсона у січні 1848 року поклала кінець не тільки співпраці двох чоловіків але й існуванню їхньої студії. Гілл в подальшому повернувся до малювання й мало працював у жанрі фотографії. У 1869 році він продав залишки спільної з Адамсоном студії.